# Super-Adaptoide
El Super-Adaptoide es el nombre de varios personajes ficticios que aparecen en los cómics estadounidenses publicados por Marvel Comics. El personaje ha aparecido en más de cuatro décadas de continuidad Marvel y aparecido en otros productos avalados-Marvel como series animadas de televisión y productos como tarjetas de comercio.

## Historial de publicaciones
El primer Super-Adaptoide apareció en Tales of Suspense # 82 (octubre de 1966) y fue creado por Stan Lee, Jack Kirby y Gene Colan.
La segunda versión apareció en Web of Spider-Man # 4 (abril de 1993), y fue creada por Tom DeFalco y Terry Kavanagh.
El lote 13 apareció por primera vez en Fantastic Force # 4 (febrero de 1995), y fue creado por Tom Brevoort y Pino Rinaldi.
Ultra-Adaptoide apareció por primera vez en Super-Villain Team-Up: MODOK's Eleven # 1 (septiembre de 2008), y fue creado por Fred Van Lente y Francis Portela.

## Biografía ficticia del personaje

### Versión Original
El Super-Adaptoide debutó en el título Tales of Suspense, siendo creado por la organización científica A.I.M. El personaje es un androide que contiene un fragmento del artefacto conocido como el Cubo Cósmico, y está programado para derrotar al héroe Capitán América, que casi lo hace después de infiltrarse en la Mansión de los Vengadores, mientras que hacerse pasar por varios caracteres (como Edwin Jarvis y Bucky Barnes), y luego copia el destacado habilidades de lucha y la respectiva rasgos de varios Vengadores (Goliath, Hawkeye y Avispa) como el "Super-Adaptoide". Después de una larga batalla, el androide huye después de creer erróneamente que el Capitán América había sido asesinado.
El Adaptoide luego se refugió bajo tierra cerca del Instituto Xavier de Aprendizaje Superior y fue sin querer despertado por una ráfaga óptica de Scott Summers. El Adaptoide salió de su escondite y vio a los X-Men en su patinaje sobre hielo vestido de civil. A continuación, recuerda que él tenía otra misión: transformar a otros en adaptoides como él, así que comienza su intento con los X-Men. Ellos se negaron y se desató una pelea. Mientras la batalla se prolongó, Mimic, que había sido pedido sólo para dejar a los X-Men, observaba desde la distancia y vio lo poderoso que era el Adaptoide. El Adaptoide pronto derrotó a los X-Men, y luego se acercó a Calvin que se ofreció a convertirse en un Adaptoide. Durante el proceso de Calvin cambió de opinión cuando se enteró de que no tendría libre albedrío y los dos comenzaron a pelear. Durante la batalla del Adaptoide trató de copiar los poderes que Mimic y que había copiado a los X-Men y falló. Calvin entonces ideó un plan y trató de imitar las habilidades del Súper Adaptoide causando gran retro-alimentación que hizo tanto de ellos pierden sus poderes. Como Mimic fue rescatado por sus compañeros de X-Men, el Adaptoide cayó a un río.
El Súper Adaptoide luego ataca al Capitán América durante un evento de caridad que involucra a los Vengadores, luego de copiar las habilidades / poderes de Thor, Iron Man y Hércules. Él es engañado para usar todos sus poderes a la vez, sobrecargando a sí mismo. El Adaptoide apareció en el título de Iron Man reactivado por Jarr y Tyrr como sirviente. Después de una batalla en la que Iron Man derrotó al Adaptoide, el androide evolucionó al Cyborg-Sinister basado en el metal, atacando a Industrias Stark, lo que resultó en otra confrontación con el Iron Man que terminó con el androide aparentemente destruido. Las características del Adaptoide en el título de Iron Man y se destruye. Las reformas del Adaptoide en el título Capitán Marvel, y después de una breve batalla con Iron Man, sigue al héroe de la Mansión de los Vengadores, donde el personaje batallas de equipo y Kree aliado del Capitán Marvel. Uso los trucos de Mar-Vell del Adaptoide a copiar sus nega-bandas, que actúan como un portal a la dimensión alterna la Zona Negativa. Al golpear nega-bandas del Adaptoide juntos, Mar-Vell destierra el carácter a la Zona Negativa indefinidamente.
El Adaptoide se recupera en el título Marvel Two-in-One y utilizado sin éxito por los villanos Annihilus y Blastaar contra los héroes, la Cosa y Los Vengadores en la Zona Negativa. El Adaptoide reaparece en el título de los Vengadores. Revelado para ser almacenado en la Mansión de los Vengadores, el Fixer encuentra el androide cuando un grupo de supervillanos asaltan la Mansión de los Vengadores, dominando y cambiando de lugar con Fixer. El Adaptoide se disfraza de Fixer mientras el Fixer real estaba en el antiguo tubo de confinamiento del androide en la Isla de los Vengadores. El Adaptoide luego replica los poderes de Mentallo, uniendo a un equipo de seres artificiales (Asombroso Androide, Machine Man, Sentry 459 y TESS-One), el Adaptoide los dirige contra los Vengadores. Mientras los héroes se distraen, el Adaptoide convoca a la entidad Kubik a la Tierra, de modo que el personaje pueda copiar los poderes del sintiente y convertirse en el Adaptoide Supremo todopoderoso que ahora puede reproducirse. Aunque tiene éxito, el Capitán América engaña al androide para que cierre y su fragmento de Cubo Cósmico es retirado por Kubik.
El Super-Adaptoide hace una breve aparición durante la historia de Acts of Vengeance, teniendo un enfrentamiento con los Cuatro Fantásticos (Mister Fantástico, Mujer Invisible, Antorcha Humana y la Cosa), y en el título Heroes for Hire, donde el androide tiene un encuentro con los Thunderbolts (también conocidos como Maestros del Mal disfrazados, que consiste en Helmut Zemo, Mach-I, Atlas, Karla Sofen, Techno y Songbird) y Heroes for Hire, y el título de Hulk, con el científico Bruce Banner (el alter ego del Hulk) siendo chantajeado en la reparación y la activación del Adaptoide.
Un Super-Adaptoide usando el alias de "Alessandro Brannex" durante varios títulos. Con MODAM como ejecutor, Alessandro fue el CEO de la organización terrorista AIM en el país insular de Boca Caliente. Al hacer AIM en una empresa amigable con el público, Brannex trata de mostrar personalmente al Capitán América este cambio legal, e intenta deshacerse de Iron Man para terminar un potencial acuerdo de armas nucleares. Su personificación se revela durante el asesinato de Superia al cual se adaptó el Adaptoide. En el Boca Caliente habitado por Adaptoide, la fracción AIM de Alessandro está detrás de MODOK, la resurrección del Adaptoide se revela personalmente durante un enfrentamiento con Red Skull, pero se ve atrapado en la capacidad de deformación de la realidad del Cósmico Cúbico y se presume destruido.
El Super-Adaptoide aparece en la serie limitada Conquista de Aniquilación: Quasar, y se revela como un guerrero al servicio de la raza alienígena Phalanx bajo el control de Ultron. Afirmando que dejó la Tierra después de disgustarse con la naturaleza caótica de la humanidad, el Adaptoide intenta destruir al nuevo Quasar, Dragón Lunar y Adam Warlock.

### Otros Modelos
Otro modelo fue proporcionado como agente de campo de un grupo villano contra Spider-Man. Este Adaptoide es usado finalmente por el jefe criminal Sangre Rose para afectar intencionalmente a otros compañeros mecánicos.
El lote 13 era un adaptoide en posesión de AIM. Al salir de su unidad de contención y escapar a la ciudad de Nueva York, copió los diversos poderes / habilidades del Capitán América y la Fuerza Fantástica. Como era la imitación de poderes, Lote 13 comenzó a tener una falla psíquica después de copiar la armadura psicótica de Psi-Lord. Como resultado, Huntara evocó un portal para enviar el lote 13 a.
Un "Ultra-Adaptoide" aparece en la serie limitada Super-Villain Team-Up: Modok de 11, creado por AIM a infiltrarse en un grupo de súper villanos formados por M.O.D.O.K. - una creación AIM de su pasado a sí mismo - el personaje no tiene voluntad independiente y es remotamente controlada. Cortesía de un satélite de retransmisión, el Adaptoide tiene acceso a docenas de poderes, pero es finalmente destruida cuando se libera del control de AIM.
Los adaptatoides de una realidad alternativa son utilizados por el Científico Supremo para combatir a los Vengadores.

### Otras Identidades usadas
La organización terrorista HYDRA se encargan de un nuevo Adaptoide de AIM y desplegar a combatir a los Nuevos Vengadores. Esta versión es una fusión de hombre y la máquina donde Yelena Belova logró copiar los poderes de Iron Man, Luke Cage, Ms. Marvel, Sentry, Spider-Man, Spider-Woman, y Wolverine. El Adaptoide es derrotado finalmente cuando los poderes "copiadas" de Avengers, Sentry causa el carácter de los mismos psicológicos problemas que experimenta. HYDRA luego destruye la Adaptoide través de un dispositivo de autodestrucción con mando a distancia.
Norman Osborn se le dio los poderes del Super-Adaptoide por sus seguidores en HAMMER para reemplazar su falta de Iron Patriot armadura y su renuencia a volver a su antiguo papel de Duende Verde, pero incluso después de absorber los poderes de los Vengadores Oscuros, Luke Cage, la Visión, el Protector, y Hulk Rojo, fueron derrotados cuando los Vengadores y los Nuevos Vengadores él hirió a todos a la vez, los múltiples poderes trabajan cara a cara y lo que le causó a colapsar en coma.

## Poderes y habilidades
Creado por AIM, el primer Super-Adaptoide es una construcción artificial capaz de copiar o imitar los poderes y habilidades de los numerosos seres súper, incluyendo equipamiento y ropa específica. Esta capacidad de adaptación fue originalmente cortesía de un fragmento del artefacto el Cubo Cósmico, aunque el fragmento fue retirado finalmente por entidad cósmica Kubik. El personaje, sin embargo, ha demostrado ser capaz de continuar funcionando sin el fragmento. El Adaptoide posee una inteligencia excepcional artificial, pero la imaginación limitada y una incapacidad para comprender la condición humana, que ha llevado a la derrota en el pasado. Los poderes que Super-Adaptoide había duplicado (y se ha almacenado en sus plantillas) incluyen Ant-Man II, Atlas, Bestia, Caballero Negro, Capitán América, el Capitán Marvel I, Ciudadano V, Doctor Druid, Goliat, Hawkeye, Hércules, Antorcha Humana, Mujer Invisible, Iron Man, Iron Fist, Luke Cage, MACH-I, Machine Man, Mister Fantástico, Moonstone, Quasar, Quicksilver, Cráneo Rojo de su traje de batalla, la Bruja Escarlata, Songbird, Techno, Cosa, Thor, Visión, y la Avispa.
El segundo Super-Adaptoide tiene los mismos poderes, pero los que él demuestra son los poderes de Blitz, Rose Sangre, Controlador, Hombre Dragón, Dreadnought, anguila II, Fixer, Madame Amenaza, Mentallo, señor Miedo IV, Plantman, Spider-Man, Ant Man II, enredo, y Vanisher.
Cuando Yelena Belova se le dio el poder de la Super-Adaptoide, Spider-Man tuvo la idea de sobrecargar su capacidad para duplicar potencias por tener Iron Man le ataca con todas sus armaduras a la vez, sobrecargado la capacidad de copia del Adaptoide cuando ella sólo tenía el 'espacio' para copiar un solo armadura de Iron Man en lugar de todos ellos.
Las habilidades superadaptoides de Norman Osborn copian los poderes de Ai Apaec, Gorgon, June Covington, Luke Cage, Protector, Red Hulk, Skaar, Superia, Trickshot y Visión. Una solución similar se usa para derrotarlo cuando todos los Vengadores y los Nuevos Vengadores sobrecargan el sistema de Osborn y hacen que se vuelva comatoso ya que su cuerpo no puede hacer frente a tantos poderes diferentes.

## Otras versiones

### 2099
Una datación Super-Adaptoide inerte de vuelta a la Edad de los Héroes es objeto de culto por un culto cargo al descubierto por el nuevo Spider-Man 2099. Al avistar a Spider-Man, la máquina, no reconoce el nuevo héroe, se convierte en la aproximación más cercana a él (una combinación de la original de Spider-Man y Venom) que puede con base en su apariencia, convirtiéndose en Flipside.

### Heroes Reborn
El Super-Adaptoide apareció Franklin Richards de Heroes Reborn en un universo como un dispositivo utilizado por Loki. Es derrotado por los Vengadores. Desde su derrota, gana la capacidad de sentir, se autodefine como Amazo-Maxi-mujer, y se une a los héroes búsqueda para evitar a Deadpool.

### Spider-Gwen
En Spider-Gwen que tiene lugar en la Tierra-65, Super-Adaptoide se conoce como Project Green y es miembro de la organización SILK.

## En otros medios

### Televisión
- Super-Adaptoide aparece en el Capitán América del segmento de Marvel Super Heroes serie en el episodio "El Adaptoide", expresado por Vern Chapman.

- Super-Adaptoide tiene dos apariciones en la serie X-Men (1992). El Adaptoide es visto por primera vez muy brevemente en el episodio "Hasta que la muerte nos separe (Parte 2)" en la que se ve en un flashback luchando Cyclops. El Super-Adaptoide apareció otra vez en el episodio "Cold Comfort" en la que se ve en un flashback por Iceman lucha contra el equipo.

- Super-Adaptoide apareció en Avengers Assemble con la voz de Jason Spisak,[34] Charlie Adler,[35] y Jim Meskimen.[36] Esta versión (representada en su apariencia blanca) es vista como un enemigo proxy de los Vengadores que está controlado por varios supervillanos. En las temporadas uno y dos, el Super-Adaptoide se representa como la invención de Justin Hammer que sirve posteriormente como un ejecutor personal para MODOK dentro del grupo de supervillanos de Red Skull para asumir varios enemigos (Aaron Reese, el Tri-Carrier de S.H.I.E.L.D. y Doctor Doom), además de estar equipados con poder cósmico y más tarde como un proxy de Ultron que ataca a Roxxon y lidera un virus nano-tecnológico que afecta a los humanos. Una variación avanzada (representada con sus colores verdes) aparece en Avengers: Ultron Revolution y Avengers: Secret Wars. Tres Adaptoides se fusionarían con el Científico Supremo como el Adaptoide Supremo (en la tercera temporada), y uno se encuentra entre los varios enemigos de los Vengadores vistos en la historia de Kamala Khan (en la cuarta temporada).

- Super-Adaptoide aparece en M.O.D.O.K., con la voz de Jon Daly.[37]Esta versión fue creada para servir como mayordomo y camioneta para el personaje principal y su familia. El Super-Adaptoide busca impresionar a MODOK y hace varios intentos de traicionarlo, solo para ser derrotado y reiniciado cada vez.

### Videojuegos
- Super-Adaptoide es el jefe final en el videojuego de The Amazing Spider-Man: Web of Fire para la Sega 32X. El Super-Adaptoide asume las formas de varios jefes anteriores, por lo que es una especie de fiebre del jefe.
- Super-Adaptoide también hace una aparición en Marvel Concurso de Campeones en plataforma portátil (iOS / Android) con el nombre Adaptoide.
- Super-Adaptoide aparece como un personaje jugable en Lego Marvel Super Heroes 2.[38]
- Super-Adaptoide aparece como un jefe en el videojuego de Marvel's Avengers.